# Concert à Moscou
Pour les articles homonymes, voir Moscou (homonymie).
Concert à Moscou (Концерт в москве en russe, Concert in Moscow, en anglais) est une composition de saxophone de jazz de 1990, du saxophoniste russe Vladimir Chekassine. Musique de la bande originale du film russe Taxi Blues (Такси-блюз) de Pavel Lounguine de 1990 (prix de la mise en scène du Festival de Cannes 1990),.

## Historique
Schlykov Ivan Petrovich, chauffeur employé d'une compagnie de taxi de Moscou (de l'URSS communiste et de la perestroïka des années 1985-1991) embarque un soir quatre clients fêtards, débauchés, fauchés, alcooliques ivres, drogués, et sans argent pour payer leur course et les 70 roubles empruntés pour acheter de la vodka et faire la fête toute la nuit dans son taxi (dont Liocha, artiste musicien saxophoniste qui reste seul dans le taxi à la fin de la soirée, et qui essaie de s'enfuir sans payer). Schlikov essaye alors en vain de l'aider un temps à travailler comme lui comme chauffeur de taxi, et à se faire payer ses dettes,. Le célèbre saxophoniste américain Hal Singer découvre alors le génie de Liocha au saxophone, lors d'une tournée à Moscou, et le propulse avec succès au rang de saxophoniste star international, et sur écrans géants à Moscou, ou Schlikov le découvre stupéfait... Devenu riche et célèbre, Liocha offre alors à Schlikov le taxi Mercedes-Benz de ses rêves...
La musique du film est composée et jouée par le saxophoniste de jazz russe Vladimir Nikolaevich Chekasin (né le 24 février 1947 en URSS). « Concert à Moscou » est interprété par Liocha (joué par Piotr Mamonov) sur écran géant dans les rues de Moscou vers la fin du film.

## Album bande originale du film
- 1 : Fête A Moscou - 3:02
- 2 : Un Jeune Cosaque Se Promène - 1:05
- 3 : Solitude I - 1:25
- 4 : Soirée Chez Schlikov - 3:20
- 5 : Le Duo - 2:15
- 6 : Concert A Moscou - 2:15
- 7 : La Poursuite - 2:00
- 8 : Solitude II - 3:35

## Cinéma et télévision
- 1990 : Taxi Blues, de Pavel Lounguine (musique du film)